# Климов, Павел Дмитриевич
Па́вел Дми́триевич Кли́мов (7 февраля 1920, Баку — 8 декабря 1992, Москва) — советский лётчик-ас истребительной авиации ВВС ВМФ в годы Великой Отечественной войны, Герой Советского Союза (24.07.1943). Заслуженный военный лётчик СССР (1967), полковник (20.03.1957).

## Биография
Родился 7 февраля 1920 года в городе Баку (Азербайджан). Русский. В 1938 году окончил 10 классов школы, в 1939 году — 1-й курс Бакинского индустриального института и Бакинский аэроклуб.
В ВМФ СССР с ноября 1939 года. В августе 1941 года окончил Военно-морское авиационное училище имени Сталина в Ейске. В июне 1941 года направлен пилотом в 3-й запасной авиационный полк ВВС Черноморского флота (город Джанкой). С сентября 1941 года служил лётчиком в 8-м истребительном авиационном полку ВВС Черноморского флота.
Участвовал в Великой Отечественной войне в составе ВВС Северного флота: в январе-апреле 1942 — лётчик 78-го истребительного авиационного полка, в апреле 1942 — декабре 1943 — лётчик и командир звена 2-го гвардейского смешанного (с октября 1942 — истребительного) авиационного полка ВВС ВМФ. Воевал на ленд-лизовских истребителях «Харрикейн», «Киттихаук» и «Аэрокобра». Участвовал в обороне Заполярья. Первую воздушную победу одержал 10 мая 1942 года, сбив лично немецкий Ме-109 у мыса Пикшуев. В 1942 году в одном из воздушных боёв был легко ранен.
К маю 1943 года командир звена 2-го гвардейского истребительного авиационного полка (6-я истребительная авиационная бригада ВВС ВМФ, ВВС Северного флотаСеверного флота) гвардии младший лейтенант П. Д. Климов совершил 306 боевых вылетов (из них 13 ночью), провёл 33 воздушных боя, сбил лично 7 самолётов противника. Трижды ранен в боях.
За мужество и героизм, проявленные в боях, указом Президиума Верховного Совета СССР от 24 июля 1943 года гвардии лейтенанту Климову Павлу Дмитриевичу присвоено звание Героя Советского Союза с вручением ордена Ленина и медали «Золотая Звезда».
В декабре 1943 года его направили на учёбу, в июле 1944 года он окончил Высшие офицерские курсы ВВС ВМФ (город Моздок, Северо-Осетинская АССР).
В июле 1944 — мае 1945 года вновь на фронте — командир звена, заместитель командира и с января 1945 года командир эскадрильи 2-го гвардейского истребительного авиационного полка ВВС Северного флота. Участвовал в Петсамо-Киркенесской наступательной операции. Всего за время войны совершил 339 боевых вылетов, в 41 воздушном бою лично сбил 10 самолётов противника (ещё одни победа не засчитана как предположительная).
После войны до ноября 1946 года продолжал службу командиром авиаэскадрильи того же 2-го гвардейского истребительного авиаполка (ВВС Северного флота), затем убыл учиться в академию. В 1951 году окончил Военно-воздушную академию (Монино). С мая 1951 года служил командиром 172-го истребительного авиационного полка, с ноября 1954 года — командиром 458-го истребительного авиационного полка, (ВВС 8-го ВМФ). С ноября 1955 года — заместитель командира 90-й истребительной авиационной дивизии по лётной подготовке ВВС Балтийского флота (Таллин). В январе 1957 года вся дивизия передана в состав Войск ПВО страны, в которых проходила и дальнейшая служба П. Д. Климова. В августе-декабре 1957 — заместитель командира 17-й истребительной авиационной дивизии ПВО (город Ржев Тверской области).
В 1959 году окончил Военную академию Генерального штаба Вооружённых Сил СССР. В сентябре-ноябре 1959 — заместитель командира 155-й истребительной авиационной дивизии ПВО по лётной подготовке (Днепропетровск), с ноября 1959 года — заместитель командира — командующий истребительной авиацией Днепропетровской дивизии ПВО. С июня 1960 года — заместитель начальника Учебного центра истребительной авиации ПВО по практическому обучению в войсках (г. Володарск Горьковской области). С января 1962 года — старший лётчик-инспектор боевой подготовки Авиации ВМФ, с августа 1963 года — старший лётчик-инспектор Инспекции ВВС Главной инспекции Министерства обороны СССР. С октября 1970 года полковник П. Д. Климов — в запасе.
В 1970—1976 годах работал начальником сектора и ведущим инженером в Научно-техническом комплексе Государственного комитета СССР по науке и технике, в 1976—1979 — начальником хозяйственного отдела и старшим инженером в Государственном комитете СССР по гидрометеорологии и контролю окружающей среды, в 1979—1985 — заведующим группой отдела научно-технической пропаганды и старшим инженером во Всесоюзном научно-исследовательском институте организации, управления и экономики нефтегазовой промышленности.
В 1985 году вышел на пенсию. Жил в Москве. Умер 8 декабря 1992 года. Похоронен на Кунцевском кладбище в Москве.

## Награды и звания
- Медаль «Золотая Звезда» Героя Советского Союза (24.07.1943).
- Орден Ленина (24.07.1943).
- 3 ордена Красного Знамени (29.09.1942; 4.02.1943; 23.04.1957).
- 2 ордена Отечественной войны 1-й степени (1.06.1945; 11.03.1985).
- 2 ордена Красной Звезды (5.11.1954; 22.02.1955).
- Медаль «За боевые заслуги» (17.05.1951).
- Другие медали СССР.
- Заслуженный военный лётчик СССР (8.07.1967).
- Медаль «За лётные боевые заслуги» (Великобритания, 1942)

## Память
Бюст П. Д. Климова, в числе 53-х лётчиков-североморцев, удостоенных звания Героя Советского Союза, установлен в пос. Сафоново на Аллее Героев около музея ВВС СФ.